# Бальди, Ламберто
Ламберто Бальди (итал. Lamberto Baldi; 28 марта 1895, Орвието — 13 сентября 1979, Монтевидео) — итальянский дирижёр и музыкальный педагог, работавший в Латинской Америке.
Учился в своём родном городе, затем во Флоренции у Ильдебрандо Пиццетти. Дирижировал в различных итальянских театрах (в частности, постановкой оперетты Пьетро Масканьи «Да» в 1922 году в Ливорно).
С 1926 года жил и работал в Новом Свете. В 1927—1931 гг. руководил оркестром в Сан-Паулу, одновременно вёл педагогическую работу (среди его учеников Камарго Гварньери); Мариу де Андради называл его лучшим из иностранных дирижёров, работавших в Бразилии (и единственным из них, кто интересовался бразильской музыкой). Затем стал первым руководителем созданного в Монтевидео Симфонического оркестра SODRE и возглавлял его до 1941 года; преподавал композицию, среди его учеников Эктор Тосар. Далее перебрался в Буэнос-Айрес, где в 1946 году стал первым главным дирижёром Симфонического оркестра Городского театра (исп. Orquesta Sinfónica del Teatro Municipal), нынешнего Филармонического оркестра Буэнос-Айреса; зарекомендовал себя в Аргентине как неустанный пропагандист современного и малоизвестного репертуара. В 1949 году поставил в Монтевидео «Эвридику» Якопо Пери в своей обработке. В 1949—1950 гг. главный дирижёр Бразильского симфонического оркестра, в 1951—1953 гг. снова возглавлял Симфонический оркестр SODRE. В 1962—1963 гг. работал в Европе, став первым руководителем Оркестра Гюльбенкяна.